# Теплов, Иван Иванович
Иван Иванович Теплов (1 апреля 1954, Азов, Ростовская область) — советский и российский футболист, полузащитник и защитник.

## Биография
Воспитанник азовской ДЮСШ, тренер — Сергей Борщев. Выступал за азовские команды КФК «Луч» и «Машиностроитель», затем служил в армии, в пограничных войсках.
В соревнованиях мастеров начал выступать в 1975 году в составе «Ростсельмаша». В ростовском клубе провёл 9 сезонов во второй лиге, за это время сыграл 239 матчей и забил 37 голов. Много голов забивал со штрафных ударов.
В сентябре-октябре 1979 года сыграл 3 матча в высшей лиге в составе ростовского СКА. Дебютный матч сыграл 23 сентября 1979 года против ЦСКА, проведя на поле первые 66 минут. Ещё до окончания сезона вернулся в «Ростсельмаш».
С середины 1980-х годов играл за клубы второй лиги — «Уралан» (Элиста), «Торпедо» (Таганрог), «Атоммаш» (Волгодонск), «Луч»/АПК (Азов). В составе АПК — обладатель Кубка РСФСР 1990 года. В конце карьеры выступал на любительском уровне за «Темп» (Азов), дважды становился чемпионом Ростовской области.
После окончания карьеры работал администратором ФК «Темп» (1995—2000), позднее — охранником в МАО «Спорткомплекс имени Лакомова».
Считается[кем?] одним из лучших футболистов г. Азова в истории. Болельщики называли его «Белокурая молния» и «Иван Грозный».
Дети: Крамарова(Теплова) Анна Ивановна (дочь, 14 июня 1977, Азов, Ростовская область).